# Głowno
Głowno – miasto w północnej części województwa łódzkiego, w powiecie zgierskim.
Prywatne miasto szlacheckie położone było w drugiej połowie XVI wieku w powiecie rawskim ziemi rawskiej województwa rawskiego. W latach 1975–1998 miasto administracyjnie należało do ówczesnego województwa łódzkiego. Było miastem szlacheckim.
Przez Głowno przebiega droga krajowa nr 14 łącząca Łódź z Łowiczem (ul. Łowicka – Boczna – Dorzeczna – Sosnowa – Łódzka), a także drogi powiatowe: 5119E do Bronisławowa i Domaradzyna (ul. Zabrzeźniańska – Dąbrowskiego – Kolejowa – Główna), 5118E do Popowa i Starego Waliszewa (ul. Główna od DP5119E), 5101E do Bielaw oraz Kołacina (ul. Bielawska – Zgierska – Swoboda – Sikorskiego), 5125E do Ostrołęki (ul. Łowicka – Ostrołęcka) oraz 5126E do Łyszkowic (ul. Targowa), 5101E do (ul. Sikorskiego).

## Geografia

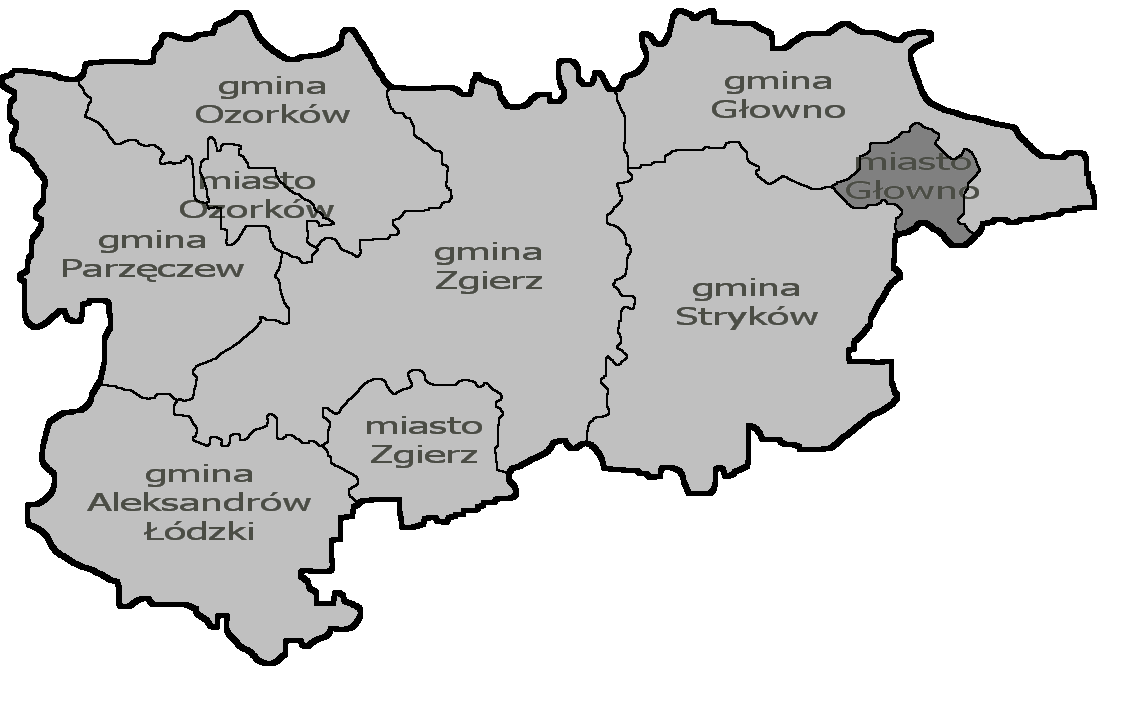
Położenie miasta na mapie powiatu

### Położenie
Miasto położone jest w strefie Nizin Środkowopolskich, w granicach obszaru Równiny Łowicko-Błońskiej u zbiegu dolin trzech rzek: Mrogi, Mrożycy i Brzuśni. Posiada dwa zalewy o powierzchni 39 ha zasilane przez wody rzeki Mrogi oraz trzeci zasilany przez Mrożycę. Wyniesienie terenu miasta Głowna wynosi od 119,3 m n.p.m. do 145,9 m n.p.m. na wysoczyźnie w północnej części miasta. Przyrodniczą osią Głowna są doliny Mrogi i Mrożycy. Całość obszaru to powierzchnia płaska. Jedynym urozmaiceniem rzeźby są krawędzie dolin oraz zespół wydm śródlądowych w centrum miasta. Głowno leży na historycznym Mazowszu, w dawnej ziemi rawskiej. Powierzchnia miasta wynosi 1984 ha, czyli 19,84 km² (290. lokata w kraju). Znajduje się 29 km na północny wschód od Łodzi.

## Sąsiednie gminy
Dmosin, Głowno (gmina wiejska), Stryków

### Klimat i warunki naturalne
Miasto otaczają bory sosnowe oraz bory mieszane sosnowo-dębowe z domieszką brzozy, a miejscami jodły. Są one pozostałością lasów porastających niegdyś ziemię łódzką. Obszary dolinne pokrywają łęgi olszowe. W leśnej części Głowna najbardziej wysuniętej na północ leży rezerwat Zabrzeźnia. Powierzchnia rezerwatu wynosi 27,6 ha. Teren rezerwatu porasta las dębowo-grabowy. Głównym przedmiotem ochrony w rezerwacie Zabrzeźnia jest jodła i buk. Przez Głowno przebiega północna granica występowania tych drzew. Położenie Głowna w dolinie trzech rzek w otoczeniu lasów sprawia, że wokół występuje niepowtarzalny mikroklimat. Średnia temperatura powietrza w roku wynosi +7,5 °C, w tym lata +10 °C, zimy –2,5 °C. Roczna suma opadów oscyluje w granicach 500 mm. Średnia wartość wilgotności względnej wynosi 80%, przy czym warunki wilgotności są znacznie wyższe w obrębie dolin niż na terenach wyniesionych. Wskutek podwyższonej wilgotności na terenach niżej położonych występuje tendencja do tworzenia się mgieł lokalnych. W ciągu roku występuje tu 155 dni z opadem atmosferycznym, z czego 9 dni z opadem powyżej 10 mm, co jest wartością przeciętną dla regionu Polski środkowej. Pokrywa śnieżna utrzymuje się średnio 1,5 miesiąca.

### Struktura powierzchni
Według danych z roku 2007 Głowno ma obszar 19,84 km², w tym:
- użytki rolne: 35%
- użytki leśne: 30%

Miasto stanowi 2,32% powierzchni powiatu.

## Demografia
Dane z 31 grudnia 2023:
| Opis      | Ogółem | Ogółem | Kobiety | Kobiety | Mężczyźni | Mężczyźni |
| --------- | ------ | ------ | ------- | ------- | --------- | --------- |
| Jednostka | osób   | %      | osób    | %       | osób      | %         |
| Populacja | 13 116 | 100    | 6943    | 52,94   | 6173      | 47,06     |

Głowno, jako jedno z pięciu miast powiatu zgierskiego w 2007 roku zamieszkiwało 9,31% ludności całego powiatu. Liczba ludności miasta ma tendencję zniżkową. W ciągu pięciu lat od 2010 do 2015 roku zmniejszyła się ona o 696 osób, co stanowi 4,6% w stosunku do roku 2010. Zmiany demograficzne mają charakter zjawiska o trwałej tendencji.
Według danych z roku 2002 średni dochód na mieszkańca wynosił 1083,82 zł miesięcznie.
Prawa miejskie posiada od roku 1427 do dzisiaj (z przerwą w latach 1870–1925). Do niedawna ośrodek przemysłu maszynowego (m.in. Wojskowe Zakłady Motoryzacyjne nr 3, Fabryka Szlifierek Ponar Łódź (obecnie FAS Głowno), Wytwórnia Urządzeń Technicznych Wutech, Wytwórnia Urządzeń Rolniczych „Chojaczki” (obecnie Zakłady Budowy Urządzeń Spalających)), a obecnie głównie gorseciarskiego, tekstylnego i bieliźniarskiego (Gorseciarska Spółdzielnia Pracy „Głowno”, firma Alles oraz wiele mniejszych firm). W Głownie znajduje się, jedyna w województwie łódzkim, stocznia jachtów pełnomorskich JanMor.

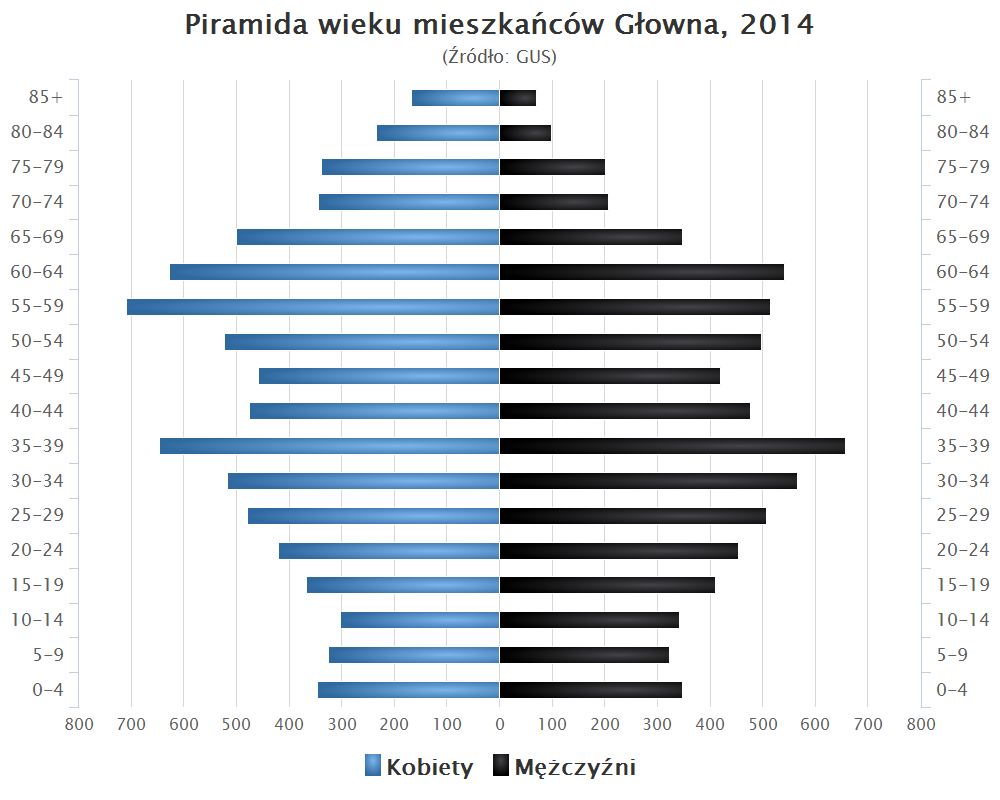
Piramida wieku mieszkańców Głowna w 2014 roku

## Transport zbiorowy
Komunikację miejską w Głownie uruchomiono 1 maja 1977 roku. W latach PRL obsługiwana była przez MPK Łódź, obecnie obsługuje ją Miejski Zakład Komunalny.
Ponadto Głowno posiada połączenia autobusowe i kolejowe (stacja kolejowa Głowno) z okolicznymi miejscowościami i dużymi miastami, w szczególności z Łodzią i Łowiczem.

## Handel i usługi
W Głownie znajduje się dyskont sieci Biedronka, sklep ze sprzętem RTV i AGD sieci Neonet oraz kilka sklepów sieci Delikatesy Centrum. Funkcjonuje również lokalna sieć sklepów spożywczych Plasterek.
Na terenie miasta działają przynajmniej trzy zupełnie samodzielne piekarnie.
Sklepy odzieżowe i obuwnicze skupione są w centrum Głowna, w pobliżu placu Wolności. Nie dotyczy to jednak bardziej rozrzuconych po całym mieście sklepów z odzieżą używaną.
Pod koniec 2014 roku w rejonie skrzyżowania ulic Sosnowej i Sikorskiego otwarto centrum handlowe Galeria Głowno, w którym znalazł się drugi dyskont Biedronka, a także sklepy sieci CCC, Rossmann i Pepco. Przeniesiono tam także sklep Neonet.
Mieszkańcy mają dostęp do siedmiu aptek, z których jedna pełni według harmonogramu dyżury w godzinach nocnych i w niedziele. Dwie z nich skupione są koło pl. Wolności, jedna również znajduje się w rejonie centrum miasta, dwie przy ulicy Swoboda, jedna przy ul. Kopernika (przy osiedlu Kopernika) i jedna przy ul. Sikorskiego (przy osiedlu Sikorskiego).
Duża jest też liczba stacji paliw. Trzy z nich znajdują się przy przebiegającej przez miasto drodze krajowej nr 14. Wśród nich znajduje się stacja Orlenu oraz dwie stacje niezależne. Czwarta ze stacji funkcjonuje na terenie dawnych Wojskowych Zakładów Motoryzacyjnych nr 3. Dodatkowo w niewielkiej odległości od Głowna znajdują się dwa obiekty tego typu – we wsi Wyskoki (Orlen przy drodze nr 14) oraz w Ziewanicach.
W Głownie działa kilka kwiaciarni, sklepów przemysłowych, papierniczych, budowlanych (w tym dwa składy budowlano-opałowe przy ul. Kolejowej), metalowych, ogrodniczych, elektrycznych, komputerowych oraz oferujących sprzęt RTV i AGD.
Funkcjonuje Bank Spółdzielczy w Głownie.
Poza centrum miasta i Galerią Głowno, największe skupiska obiektów handlowych i usługowych znajdują się na największych osiedlach mieszkaniowych – Sikorskiego (rejon skrzyżowania ulic Sikorskiego, Sucharskiego i Zwycięzców spod Monte Cassino) i Kopernika (rejon skrzyżowania ulic Kopernika i Słowackiego).
Targowisko miejskie znajduje się w kwartale ulic Bielawskiej, Jana Kilińskiego, Złotej i Elizy Orzeszkowej. Jego niewielka część (tzw. twardy rynek) znajduje się również po przeciwnej stronie ulicy Jana Kilińskiego, między ulicą Bielawską a Urzędem Gminy Głowno. Dni targowe to wtorek i piątek, a handel odbywa się w godzinach porannych.
Mniejsze targowiska znajdują się na terenie osiedli Sikorskiego (przy skrzyżowaniu ulic Sikorskiego i Zwycięzców spod Monte Cassino) i Kopernika (wzdłuż uliczki osiedlowej równoległej do ulicy Słowackiego). Tam handel odbywa się przez cały tydzień.

## Oświata
Pierwsza szkoła elementarna w Głownie powstała w XVII wieku przy kościele św. Jakuba. Mieściła się u zbiegu ulic Cmentarnej i Łowickiej (obecna księgarnia). Następnie w 1821 roku powstała szkoła początkowa. Później, jeszcze w XIX wieku powstała szkoła elementarna miejska. W okresie I wojny światowej nad edukacją czuwała Rada Opiekuńcza, powołana w 1916 roku.
- Szkoła Podstawowa nr 1 im. Józefa Piłsudskiego
- Szkoła Podstawowa nr 2 im. Adama Mickiewicza
- Szkoła Podstawowa nr 3 im. Tadeusza Kościuszki
- Specjalna Szkoła Podstawowa nr 5 przy Zespole Szkół Specjalnych
- Liceum Ogólnokształcące przy Zespole Szkół Licealno-Gimnazjalnych
- Zespół Szkół nr 1 w Głownie
- Liceum Ogólnokształcące dla Dorosłych

Nieistniejące szkoły:
- Sportowe Gimnazjum Powiatowe nr 2 przy Zespole Szkół Licealno-Gimnazjalnych
- Gimnazjum Specjalne nr 3 przy Zespole Szkół Specjalnych.

W Głownie funkcjonują trzy przedszkola publiczne oraz kilka przedszkoli prywatnych.

## Historia
- XIII wiek – prawdopodobnie jako cześć dóbr biskupów kujawskich jako tzw. dobra niesułkowskie, od 1287 roku
- XV wiek – właścicielami dóbr w skład których wchodziło Głowno była rodzina możnych mazowieckich Głowińskich herbu Roch II
- 1420, 11 marca – poświęcenie kościoła pw. św. Jakuba Apostoła ufundowanego przez Jakuba Głowińskiego
- 1427, 24 października – na prośbę Jakuba Głowińskiego książę mazowiecki Siemowit V nadał osadzie Głowno prawa miejskie na zasadach prawa chełmińskiego, a jeden z 5 artykułów o powinnościach i podatkach nakazał mieszczanom płacenie Świętopietrza.
- 1462–1793 – miasto częścią województwa rawskiego
- 1504 – pożar miasta, po pożodze król nadał mieszkańcom „wolniznę” (zwolnienie z podatków) na okres 10 lat
- 1522 – ponowny pożar miasta i kolejny przywilej wolnizny od ‘podatków publicznych’ na okres 10 lat, ale od podatku czopowego jedynie na kwartał, nadany przez przebywającego w Wilnie króla Zygmunta I na prośbę Stanisława Miszewskiego (być możne dzierżawce Głowna); potwierdzenie przez króla nadania praw miejskich
- 1609 – kościół w Głownie jest filią parafii w Domaniewicach
- 1676 – Głowno nawiedziły potop szwedzki i rokosz Lubomirskiego, na skutek których miasto liczy zaledwie 34 mieszkańców
- 1704, 2 listopada – król szwedzki Karol XI przyszedł do miasta komunikiem, Szwedzi zrabowali miasto, plebanię oraz kościół
- 1706, grudzień – hetmani koronni Adam Mikołaj Sieniawski oraz Stanisław Mateusz Rzewuski odbyli ‘kolo generalne’ w mieście
- 1707, luty – wojska saskie zrabowały kościół
- 1708, luty – Józef Potocki, wojewoda kijowski przeszedł przez miasto idąc na Łowicz
- 1710 – miasto nawiedziła zaraza,
- 1730 – w Głownie mieszkało 300 osób
- 1730-50 – Głowińscy sprzedali Głowno Baltazarowi Ciecierskiemu i tenże Baltazar Ciecierski herb Rawicz II, stolnik drohicki, ówczesny właściciel części lub całego Głowna, rozpoczyna sprowadzanie do miasta Żydów; zmieniło to trwale krajobraz etniczny miasta, w którym dominację zdobywa wkrótce ludność żydowska
- 1741, 9 stycznia – Baltazar Ciecierski uzyskał od króla Augusta III przywilej na prowadzenie jarmarków: na Matkę Boską Gromniczną, w wigilię Bożego Ciała, w wigilię św. św. Piotra i Pawła, oraz na św. Mikołaja.
- 1775 – według taryfy podatkowej, miasto własności Ciecierskich liczyło 60 domów płacąc po 5 złotych od domu.
- 1793-1806 – w Głownie mieszkało 320 osób, w tym 62% Żydów, miasto pod zaborem pruskim
- 1821 – u zbiegu ulic Cmentarnej (obecnie Henryka Rynkowskiego) i Łowickiej powstała szkoła elementarna
- 1857 – w Głownie mieszkało ok. 1630 osób, w tym 76% Żydów
- 1870 – utrata praw miejskich
- 1903 – otwarcie linii kolejowej Warszawsko-Kaliskiej
- 1908 – utworzenie Straży Pożarnej w Głownie
- 1914 – w Głownie (w części zwanej Osiny) działała Osińska Walcownia Miedzi i Mosiądzu Towarzystwo Akcyjne (źródło: baza danych Archiwum Polskiego)
- 1914–1918 – I wojna światowa; miasto zostało zniszczone w 25%
- 1921 – w Głownie mieszkało ponad 2400 osób, w tym 59% Żydów
- 1924 – spółka „Norblin, Bracia Buch i T.Werner” otworzyła filię swojej fabryki w Głownie (walcownia miedzi i mosiądzu)
- 1925 – przywrócenie praw miejskich
- 1935 – do miasta dołączone zostały tereny, nazywane: Borówka, Nowy Otwock, Zabrzeźnia, Nowe Zakopane; powstały liczne drewniane wille – pensjonaty letniskowe, Głowno stało się kurortem dla mieszkańców Łodzi
- 1939–1945 – okres okupacji niemieckiej podczas II wojny światowej; Głowno włączone w obszar Generalnego Gubernatorstwa (GG)
- 1940 – (maj) utworzenie przez niemieckich nazistów getta, w którym zgromadzono ponad 5,6 tys. Żydów z Głowna i okolicy
- 1941 – (marzec) likwidacja getta i wywiezienie wszystkich jego mieszkańców do getta w Warszawie
- 1945 – (styczeń) zakończenie okupacji niemieckiej
- 1977 – uruchomienie komunikacji autobusowej
- 2004 – gen. Tadeusz Bór-Komorowski został honorowym obywatelem Głowna (tytuł nadany pośmiertnie)

## Zabytki i pamiątki historii

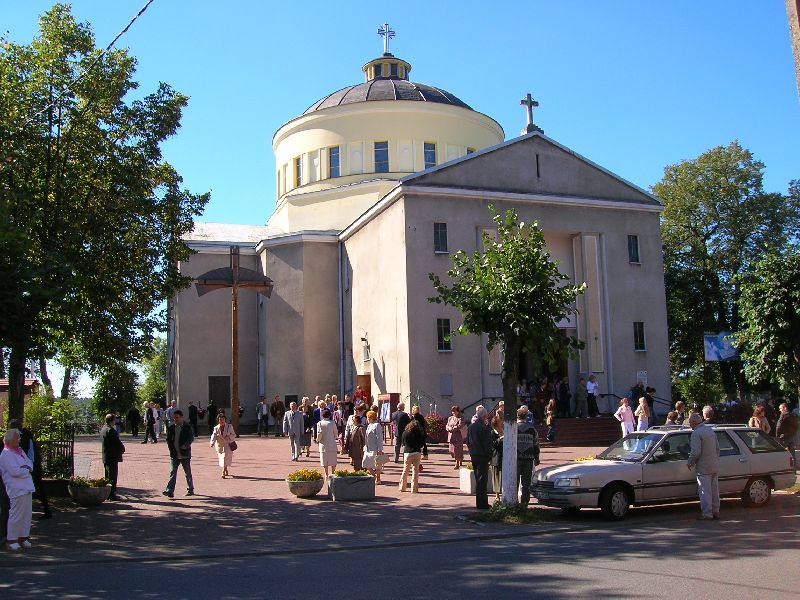
Kościół pw. św. Jakuba w Głownie

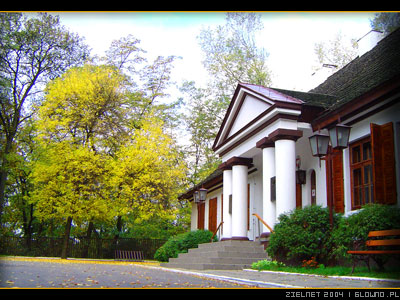
Dworek Zabrzeźnia

- Układ urbanistyczny centrum miasta (prawnie chroniony), powstały w XIX wieku jako regulacja średniowiecznego układu lokacyjnego miasta.
- Kamieniczki na pl. Wolności z przełomu XIX i XX wieku
- 'Karczma Ostatni Grosz – drewniana, wybudowana w 1740 roku przy ul. Łowickiej karczma, później przebudowana. Prawdopodobnie najstarszy zachowany budynek w Głownie.
- Zespół dworsko-parkowy „Zabrzeźnia” – dworek wybudował w 1840 roku Wincenty Matuszewski herbu Topór. Później należał m.in. do Stanisława Michalskiego herbu Łodzia oraz hrabiny Aleksandry Komorowskiej. Obecnie siedziba Rady Miejskiej i Urzędu Stanu Cywilnego.
- Pałacyk Jabłońskich, zbudowany w latach 1905–1906 przez Władysława Jabłońskiego przy ul. Łowickiej. Obecnie siedziba Muzeum Regionalnego w Głownie.
- Dworzec kolejowy wzniesiony w 1903 roku na trasie Kolei Warszawsko-Kaliskiej.
- Kościół parafialny pw. św. Jakuba Apostoła – zbudowany w latach 1922–1930, jako odbudowa po, całkowicie zniszczonym w trakcie I wojny światowej, poprzednim kościele. Zaprojektowany przez Wiesława Lisowkiego w formie rotundy. W jego wnętrzu freski (najstarsze z okresu II wojny światowej)[14].
- Cmentarz parafialny, należący do parafii pw. św. Jakuba Apostoła, położony przy ul. Henryka Rynkowskiego (daw. Cmentarna) i Łowickiej. Najstarsze nagrobki z II połowy XIX wieku.
- Kościół parafialny w Głownie-Osinach pw. św. Barbary, wzniesiony w latach 1928–1930.
- Zakłady Norblin, bracia Buch i Werner w dzielnicy Osiny – zespół budynków fabrycznych wzniesionych ok. 1924 roku w miejscu odlewni metali kolorowych. Później Wojskowe Zakłady Motoryzacyjne nr 3. Obecnie tereny zakładu zajmuje wiele mniejszych firm.
- Szkoła Podstawowa nr 1 wzniesiona w 1930 roku, w stylu modernistycznym. Później rozbudowana. Powstała na terenie podarowanym miastu przez hrabinę Aleksandrę Komorowską. Projekt wykonał ówczesny kierownik szkoły: inżynier Henryk Rynkowski.
- Młyn na Pile – młyn przy ul. Łódzkiej, przy zalewie na rzece Mrożycy. Młyn istnieje od XIX wieku, wciąż działa.
- Drewniane wille z przełomu XIX i XX wieku.
- Dąb Wolności – pomnik przyrody, prawem chroniony. Dąb posadzony 11 listopada 1928 na Placu Wolności, w dziesiątą rocznicę Odzyskania Niepodległości.
- Grodzisko w widłach rzeki Mrogi i Mrożycy.

## Wspólnoty wyznaniowe

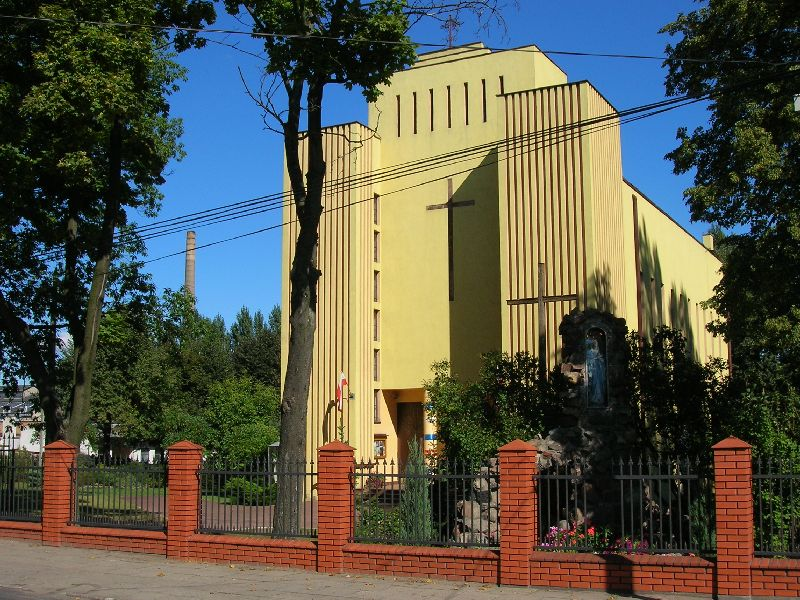
Kościół pw. św. Barbary w Głownie-Osinach

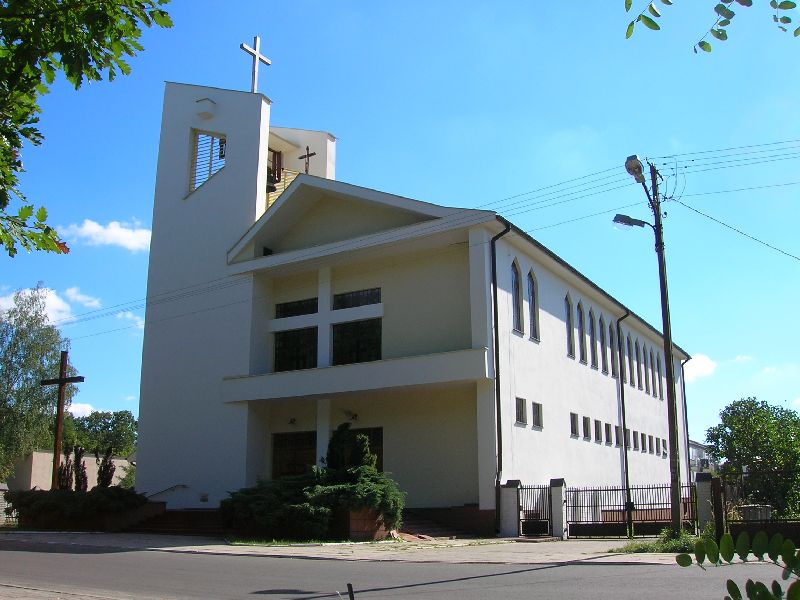
Kościół pw. św. Maksymiliana w Głownie

Większość mieszkańców Głowna stanowią katolicy. Na terenie miasta działalność religijną prowadzą następujące Kościoły i związki wyznaniowe:
- Kościół Ewangelicznych Chrześcijan:
  - placówka zboru w Łodzi[15]
- Kościół greckokatolicki:
  - ośrodek duszpasterski w Głownie, nabożeństwa prowadzone są w rzymskokatolickim kościele św. Jakuba Apostoła[16]
- Kościół rzymskokatolicki (dekanat Głowno)[17]:
  - parafia św. Barbary[17]
  - parafia św. Maksymiliana[17]
  - parafia św. Jakuba Apostoła[17]
- Kościół Starokatolicki Mariawitów w RP:
  - niewielka diaspora, której członkowie należą do parafii pw. Matki Boskiej Szkaplerznej w Lipce
- Świadkowie Jehowy:
  - zbór Głowno (Sala Królestwa ul. Kościuszki 5)[18]

## Miasta partnerskie
- gm. Remptendorf

## Postacie związane z Głownem
Osobom najbardziej zasłużonym dla Głowna Urząd Miasta nadaje takie tytuły, jak Honorowy Obywatel Miasta Głowna i Zasłużony dla Miasta Głowna. Tytuły te nadawane są zarówno za życia, jak i pośmiertnie.

### Honorowi Obywatele Miasta Głowna
- Stanisław Banach
- Tadeusz Bór-Komorowski
- Zbigniew Bródka
- Ryszard Brylski
- Romuald Adam Cebertowicz
- Stefan Czyżewski
- Elżbieta Dzikowska
- Wiesław Garboliński
- Jan Paweł II
- Andrzej Janowski
- Klaus Leutner
- Alojzy Orszulik
- Peter Ramisch
- Krzysztof Zuchora

Opracowano na podstawie źródła.

### Zasłużeni dla Miasta Głowna
Lista osób którym nadano tytuł:
- Dariusz Baranowski
- Mieczysław Dylik
- Franciszek Gwoździcki
- Maria Jakiel
- Tadeusz Kittel
- Zofia Janina Kittel
- Aleksandra Komorowska
- Bohdan Kowalski
- Janina Markiewicz
- Zofia Ogórek
- Krzysztof Radzikowski
- Wacława Rydzyńska
- Henryk Rynkowski
- Andrzej Sadowski
- Jerzy Stanisławski
- Alicja Wojciechowska
- Mieczysław Wołudzki
- Eligiusz Zieliński
- Wojciech Zuchora